# Parantica kirbyi
Parantica kirbyi is een vlinder uit de familie Nymphalidae, onderfamilie Danainae.
De wetenschappelijke naam van de soort is voor het eerst geldig gepubliceerd in 1894 door Henley Grose-Smith.
De soort komt voor in Indonesië en Papoea-Nieuw-Guinea. Hij staat op de Rode Lijst van de IUCN als niet bedreigd.